# 14 – Tagebücher des Ersten Weltkriegs
14 – Tagebücher des Ersten Weltkriegs ist der deutsche Titel einer internationalen dokumentarischen Dramaserie, die sich mit fiktionalen, dokumentarischen und animierten Elementen dem Thema des Ersten Weltkriegs widmet. Entwickelt wurde das Konzept, eine historische Dokumentation formal, stilistisch und dramaturgisch wie eine moderne Dramaserie zu erzählen, von Jan Peter, der auch bei allen acht Episoden Regie führte. Serienautoren waren Jan Peter und Yury Winterberg. Als Dramaturgen arbeiteten der niederländische Produzent und Drehbuchautor Maarten van der Duin und der BBC-Autor Andrew Bampfield an der Entwicklung mit. Die Entwicklung der Serie beruht auf einer Idee von Gunnar Dedio, dem Produzenten von LOOKSfilm, und Ulrike Dotzer, der Abteilungsleiterin ARTE beim Norddeutschen Rundfunk.

## Handlung
Die einzelnen Episoden der Serie erzählen die Geschichte des Ersten Weltkriegs nicht aus Sicht der Politiker und Militärs, sondern aus der Perspektive von Soldaten, Hausfrauen, Fabrikarbeiterinnen, Krankenschwestern oder Kindern. Insgesamt gibt es 14 Hauptpersonen. Aussagekräftige Szenen aus ihrem Leben werden in Spielszenen inszeniert und miteinander verwoben. So entsteht nicht nur eine politische Verlaufs- oder Militärgeschichte des Ersten Weltkriegs, sondern eine Geschichte, die unmittelbar die Gefühle und Stimmungen der Menschen einfängt.

## Produktion

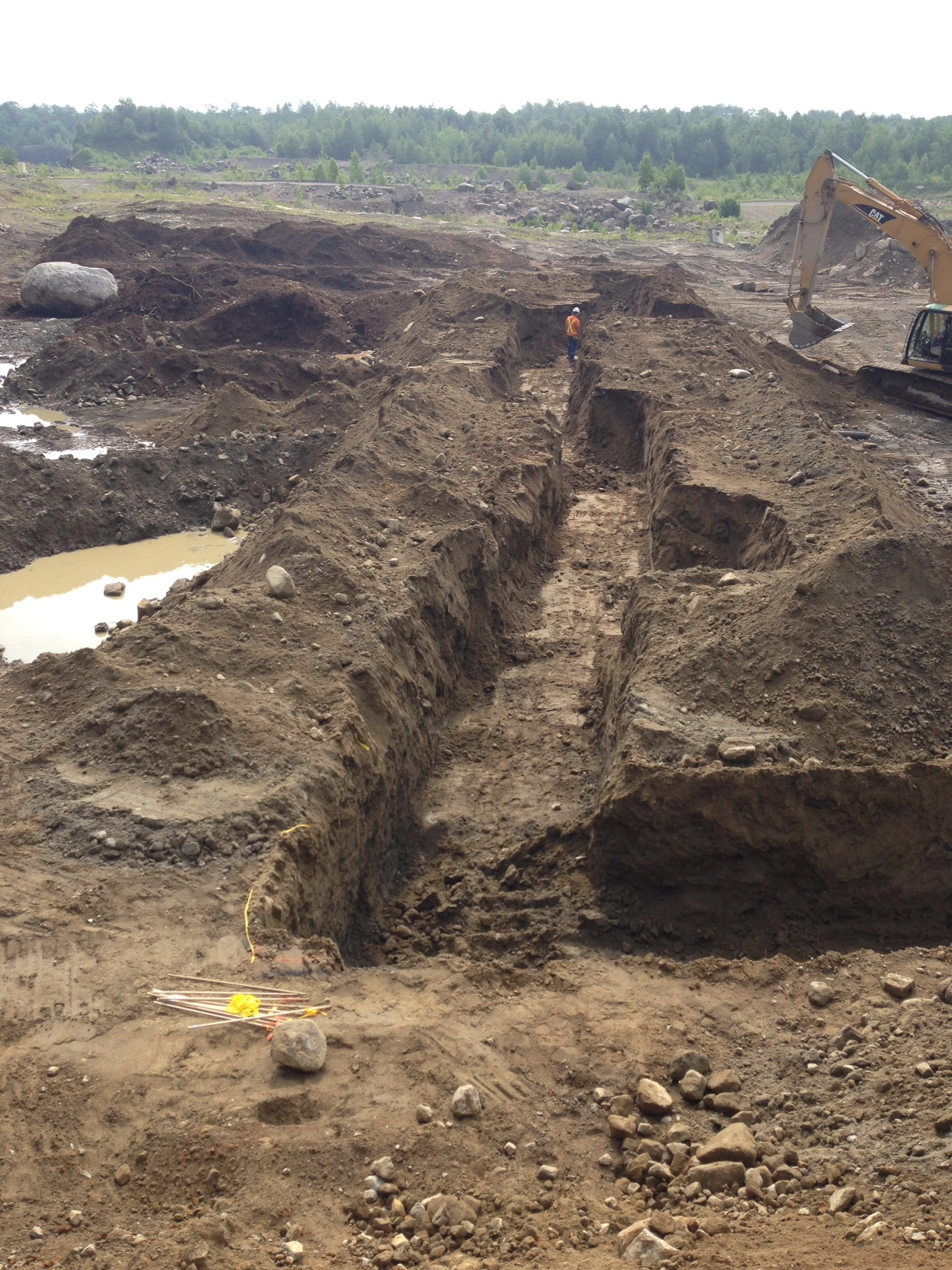
Bau der Schützengräben des Niemandslandes in Saint-Jerôme, Quebèc

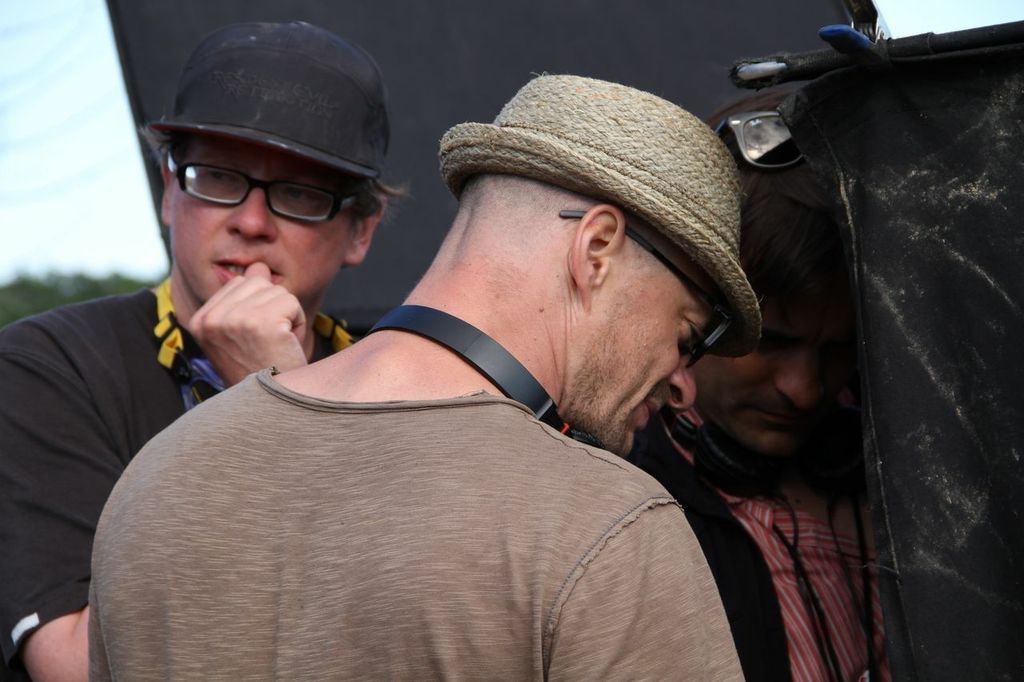
Regisseur Jan Peter und Kameramann Jürgen Rehberg während der Dreharbeiten in Kanada

An der Produktion beteiligt sind LOOKSfilm, Les Films d’ici Paris und Filmoption International Montreal.

### Entstehungsgeschichte
Die Drehbücher stützen sich hauptsächlich auf Originalzitate aus Tagebüchern und Briefen von Menschen aus Deutschland, Frankreich, Großbritannien, Italien, Österreich, Russland und den USA, die während der Zeit von 1914 bis 1918 lebten und schrieben. Mehr als 1.000 Tagebücher und Briefsammlungen wurden gesichtet und 14 bewegende Schicksale des Ersten Weltkriegs daraus ausgewählt. Insgesamt dauerte diese Entwicklungsarbeit vier Jahre.
Ungewöhnlich für eine Produktion über den Krieg ist dabei, dass je sieben der Protagonisten Frauen und Männer sind und nur ein kleiner Teil der Geschichten direkt an der Front spielt. Insgesamt kommen die Protagonisten aus acht Nationen. Einmalig ist das Prinzip des multiperspektivischen Erzählens, in dem alle Geschichten gleichwertig nebeneinander stehen und miteinander verwoben werden. Alle Darsteller sprechen die jeweilige Originalsprache, ohne synchronisiert zu werden. Erzähler der deutschsprachigen Fassung ist der Schauspieler Udo Samel.

### Originalfilmmaterial
Insgesamt wurde Film- und Fotomaterial aus 71 Archiven und 21 Ländern genutzt. Zu den ergiebigsten Quellen zählten British Pathé (Großbritannien), Gaumont Pathé (Frankreich), Krasnogorsk (Russland), das Bundesfilmarchiv (Deutschland), das Österreichische Filmmuseum, die National Archives and Records Administration (USA) und das britische Imperial War Museum. Oftmals fand sich aber das beste Material in den wenigen erhaltenen Amateurfilmen.

### Dreharbeiten
Die fiktionalen Teile der Serie wurden in Deutschland, Frankreich und Kanada gedreht. Dafür standen insgesamt 50 Drehtage zur Verfügung.
In Frankreich fanden die Dreharbeiten in und um Straßburg statt, unter anderem im Jugendstil-Bad der Stadt, in einer stillgelegten Brauerei und im Schloss von Frœschwiller.
In Kanada drehte das Team in der Provinz Québec, in einem alten Steinbruch rund 150 km nördlich von Montreal. Dort wurde auf einer 5.000 m² großen Fläche ein Schützengrabensystem samt Niemandsland errichtet.

### Team
Neben dem Regisseur Jan Peter und den bereits genannten Autoren waren die folgenden Personen wesentlich am Entstehen der Serie beteiligt.
| Dramaturgie         | Maarten van der Duin, Andrew Bampfield |
| Szenenbild          | Patric Valverde, Michel Marsolais      |
| Kostüm              | Valerie Adda                           |
| Montage und Graphik | Susanne Schiebler                      |
| Montage             | Martin Schröder                        |

## Hauptpersonen

### Sarah Broom Macnaughtan
Sarah Broom Macnaughtan wurde am 26. Oktober 1864 in Partick, Schottland geboren. Bereits im Burenkrieg hatte sie Erfahrungen als Krankenschwester gesammelt. Als 1914 Helferinnen für die britische Armee in Belgien gesucht wurden, meldete sie sich freiwillig. Dort erlebte sie 1915 den ersten Gasangriff bei Ypern. Macnaughtan starb am 24. Juli 1916 im Alter von 51 Jahren.

### Charles Edward Montague
Charles Edward Montague wurde am 1. Januar 1867 als Sohn eines römisch-katholischen Priesters geboren und wuchs in London auf. Nach dem Studium wurde er Journalist. Montague war Kriegsgegner und Pazifist – bis zum Sommer 1914. Trotz seiner 47 Jahre meldete er sich freiwillig zum Kriegseinsatz. Nach dem Krieg nahm er zunächst seine journalistische Tätigkeit wieder auf. Bald darauf aber setzte er sich zur Ruhe, um seinen Lebensabend als Schriftsteller zu verbringen. Charles Edward Montague starb am 28. Mai 1928 im Alter von 61 Jahren.

### Käthe Kollwitz

Käthe Kollwitz (1867–1945)

Käthe Kollwitz wird am 8. Juli 1867 in Königsberg geboren. Die bekannte deutsche Künstlerin ist bekennende Sozialistin und Pazifistin. Aber als der Krieg beginnt, kann sich die 47-Jährige der patriotischen Aufbruchsstimmung in Deutschland nicht entziehen. Ihre beiden Söhne Hans und Peter melden sich als Kriegsfreiwillige. Käthe Kollwitz stirbt am 22. April 1945, wenige Tage vor dem Ende des Zweiten Weltkrieges, in Moritzburg im Alter von 77 Jahren.

### Caroline Ethel Cooper
Caroline Ethel Cooper wurde am 24. Dezember 1871 in North Adelaide, Australien, geboren. Zwischen 1897 und 1906 studierte sie in Leipzig Musik, kehrte anschließend aber vorübergehend nach Australien zurück. Seit 1911 war Leipzig ihre Wahlheimat. Als der Krieg ausbrach, galt sie als „feindliche Ausländerin“. Sie wurde bespitzelt, litt unter Hunger und Krankheit, doch wurde ihr die Ausreise verweigert. Caroline Ethel Cooper starb am 25. Mai 1961 im australischen Malvern im Alter von 90 Jahren.

### Louis Barthas

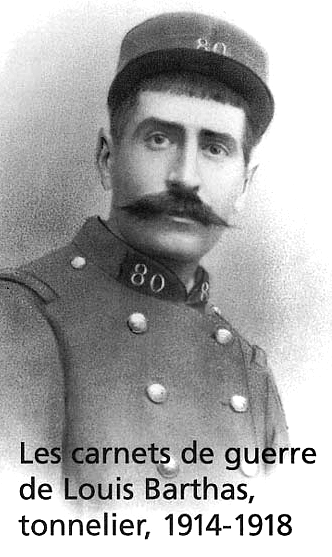
Louis Barthas (1879–1952)

Louis Barthas wurde am 14. Juli 1879 als Sohn eines Fassmachers und einer Schneiderin in der französischen Weinbauregion des Languedoc-Roussillon geboren. Er erlernte den Beruf seines Vaters. Mit 35 Jahren wurde er als Reservist eingezogen. Ende 1914 kam Barthas an einen der gefährlichsten Abschnitte der deutsch-französischen Front und erlebte dort die Schrecken des Grabenkrieges: „Oft denke ich an die große Zahl meiner Kameraden, die an meiner Seite gefallen sind. Ich habe gehört, wie sie den Krieg und jene, die ihn angezettelt haben verfluchten. Ihre ganze Auflehnung gegen ihr unheilvolles Schicksal, gegen ihre Ermordung, habe ich gesehen. Ich, als Überlebender, glaube, dass mich ihr Wille inspiriert hat, rast- und gnadenlos bis zu meinem letzten Atemzug für die Idee des Friedens und der Brüderlichkeit unter den Menschen zu kämpfen. Februar 1919.“ Nach dem Krieg nahm er seine Arbeit als Fassmacher wieder auf. Barthas starb am 4. Mai 1952 im Alter von 72 Jahren.

### Karl Kasser
Karl Kasser wird 1889 im niederösterreichischen Kilb geboren. Trotz einer Handverletzung wird der 25-jährige Bauer tauglich geschrieben. Widerwillig muss er Anfang 1915 einrücken. Bei Kämpfen an der Ostfront gerät er in russische Gefangenschaft. Es beginnt eine mehrjährige Odyssee durch das Zarenreich, die erst am 4. Oktober 1920 endet. Karl Kasser stirbt 1976 im Alter von 87 Jahren.

### Gabrielle West
Gabrielle West wird um 1890 geboren. Für die junge Frau aus einer wohlhabenden britischen Familie ist es selbstverständlich, ihrem Vaterland durch freiwillige Arbeit zu dienen. Sie wird Aufseherin in einer Munitionsfabrik, wo sie mit den schrecklichen Arbeitsbedingungen der Frauen dort konfrontiert wird. Ihr Sterbedatum ist gemäß der Homepage der Sendereihe unbekannt, laut anderen Quellen lebte sie bis 1990 und hat ihre Tagebücher 1977 selber dem Imperial War Museum vermacht.

### Paul Pireaud
Paul Pireaud wird 1890 im Südwesten Frankreichs geboren. Zu Beginn des Krieges sind Marie und Paul Pireaud ein junges Paar. Doch dann wird der junge Bauer durch den Krieg lange Zeit von seiner Ehefrau Marie getrennt. Seine einzige Verbindung zu ihr ist die Feldpost. In seinen Briefen berichtet er vom Leid der Soldaten an der Front. Nach vielen gemeinsamen Jahren mit seiner Ehefrau stirbt Paul Pireaud 1970 kurz vor seinem 80-sten Geburtstag.

### Marie Pireaud
Marie Pireaud wird 1892 in der Nähe von Paris geboren. Zu Beginn des Krieges sind Marie und Paul Pireaud ein junges Paar. Als ihr Mann in den Krieg zieht, muss Marie die schwere Arbeit auf dem Bauernhof übernehmen. In ihren sehr persönlichen Briefen an Paul schreibt sie über ihre Eifersucht und ihren großen Wunsch nach Nähe, Zärtlichkeit und einem Kind. Später wird dem Paar ein Sohn geschenkt. Aber Enkelkinder, die sich an die Liebe der beiden erinnern könnten, gibt es nicht. Marie Pireaud stirbt acht Jahre nach ihrem Mann im September 1978 im Alter von 86 Jahren.

### Vincenzo D’Aquila
Vincenzo D’Aquila wird am 2. November 1893 auf Sizilien geboren. Nach der Auswanderung seiner Eltern wächst er in den USA auf. Im Frühjahr 1915 macht sich der 22-Jährige mit einem Schiff voller Freiwilliger auf nach Europa. Es sind junge Männer, die für ihre alte Heimat Italien kämpfen wollen. D’Aquila stirbt am 26. Juli 1971 im Alter von 78 Jahren.

### Ernst Jünger

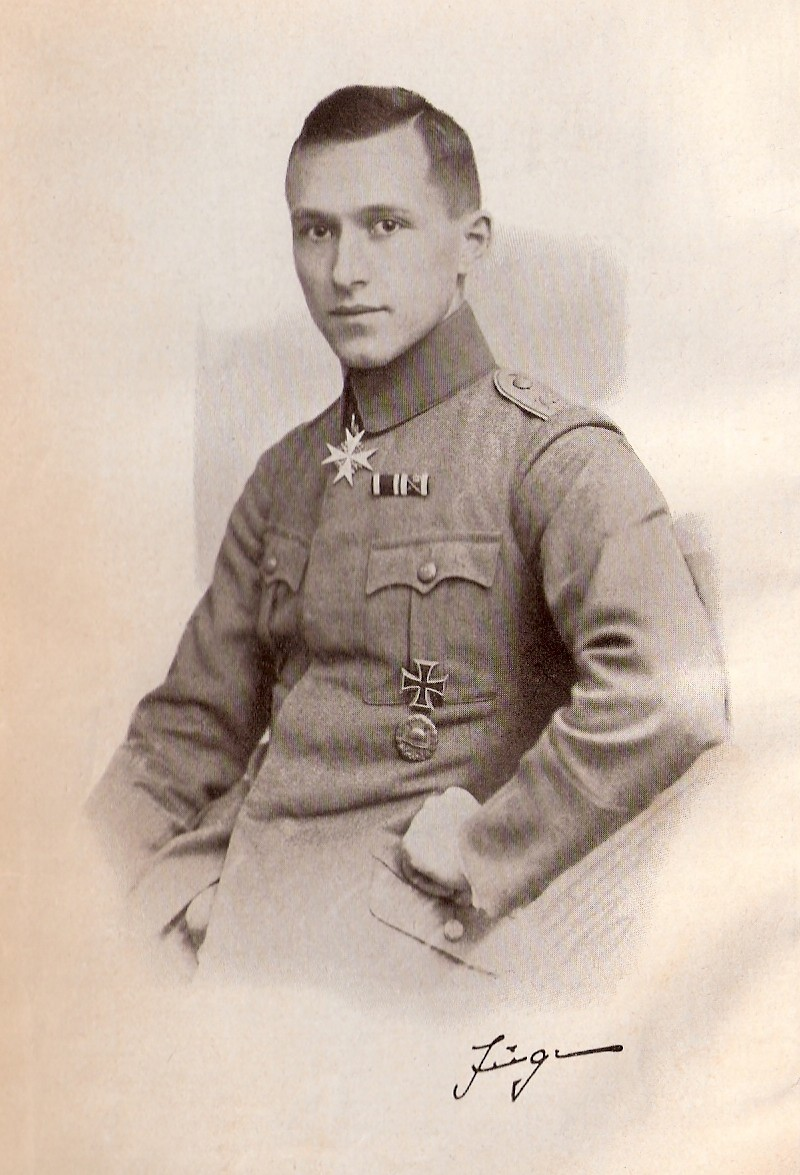
Ernst Jünger (1895–1998)

Ernst Jünger wird am 29. März 1895 in Heidelberg geboren. Als Abiturient meldet sich der spätere Schriftsteller im August 1914 freiwillig zum Kriegsdienst. Er wird Ende 1914 an die Front in Frankreich verlegt. Bis 1918 überlebt er verschiedene Schlachten, darunter die blutigen Kämpfe an der Somme. Er stirbt 1998 im hohen Alter von 102 Jahren im Krankenhaus von Riedlingen.

### Marina Yurlova
Marina Yurlova wurde um 1900 in einem kleinen Dorf nördlich des Kaukasus geboren. Die Tochter eines Obersts der Kuban-Kosaken war gerade 14 Jahre alt, als ihr Vater im August 1914 in den Krieg zog. Auf der Suche nach ihm wurde sie zur Kindersoldatin in der Russischen Armee. 1917 geriet sie in die Wirren der Oktoberrevolution, flüchtete aber schließlich in die Vereinigten Staaten. Dort starb Marina Yurlova 1984 im Alter von 84 Jahren.

### Elfriede Alice Kuhr

Elfriede Kuhr (sitzend) 1915 mit (v. l. n. r.) ihrer Mutter, ihrem Bruder und ihrer Großmutter

Elfriede Alice Kuhr (genannt Piete) wurde am 25. April 1902 in Schneidemühl geboren, etwa 100 Kilometer von der Grenze zum damaligen Russland entfernt. Zu Beginn des Krieges feierte das 12-jährige Mädchen, das bei seiner Großmutter lebte, noch die deutschen Siege, doch dann erlebte Elfriede, wie der Krieg immer mehr Leid und Elend brachte. 1981 sagte sie: „Das mag überhaupt einen großen Teil meiner eigenen Zeit als Tippelschickse ausmachen, nämlich wirklich ein grenzenloses, ja ein brüderlich-schwesterliches Verhältnis zu denen, die so entsetzlich ohne einen Halt waren. Ich fühlte mich zu ihnen hingezogen und das, ich schwöre dir, das ist heute noch genau dasselbe!“ Später nahm sie den Künstlernamen Jo Mihaly an und wurde Tänzerin und Schriftstellerin. 1982 veröffentlichte sie ihre Kriegserinnerungen. Sie starb am 29. März 1989 im Alter von 86 Jahren.

### Yves Congar
Yves Congar wird am 8. April 1904 in Sedan, im Norden Frankreichs geboren, wo er bis zu seinem zehnten Lebensjahr wohlbehütet aufwächst. 1914 muss er erleben, wie die Deutschen in seine Heimatstadt einmarschieren und eine vierjährige Besatzung beginnt. Später wird aus ihm ein katholischer Theologe und Kardinal. Yves Congar stirbt am 22. Juni 1995 im Alter von 91 Jahren in Paris.

## Besetzung
Die 14 Hauptpersonen der Serie werden von den folgenden Schauspielern verkörpert.
| Hauptperson             | Schauspieler              |
| ----------------------- | ------------------------- |
| Charles Edward Montague | David Acton               |
| Marie Pireaud           | Emilie Aubertot           |
| Sarah Broom Macnaughtan | Celia Bannerman           |
| Louis Barthas           | Mikaël Fitoussi           |
| Caroline Ethel Cooper   | Megan Gay                 |
| Käthe Kollwitz          | Christina Große           |
| Paul Pireaud            | Lazare Herson-Macarel     |
| Ernst Jünger            | Jonas Friedrich Leonhardi |
| Vincenzo d’Aquila       | Jacopo Menicagli          |
| Elfriede Kuhr           | Elisa Monse               |
| Karl Kasser             | David Oberkogler          |
| Yves Congar             | Antoine de Prekel         |
| Gabrielle M. West       | Naomi Sheldon             |
| Marina Yurlova          | Natalia Witmer            |

## Budget und Ausstrahlung
Die Serie gehört zu den aufwändigsten jemals in Deutschland co-produzierten Doku-Fiction Formaten und wurde bereits vor der Ausstrahlung weltweit in mehr als 25 Länder verkauft. Das Budget für die deutsche Fassung allein liegt bei etwa 6 Millionen Euro, für alle internationalen Fassungen zusammen bei rund 8 Millionen Euro.
Anlässlich des hundertsten Jahrestages des Beginns des Ersten Weltkriegs strahlt ARTE die achtteilige Serie ab 29. April 2014 parallel in Deutschland und Frankreich aus. Partner der Serie sind in Deutschland neben ARTE u. a. SWR, NDR und WDR, in Österreich der ORF und in Großbritannien die BBC. Die ARD/ORF wird die Serie in vier Episoden à 45 Minuten ausstrahlen.
Am 2. August 2014 startete die BBC die britische Version der „14 Tagebücher“ unter dem Titel „Great War Diaries“. Unter der Regie von Jan Peter entstand aus dem Drehmaterial eine vollkommen neue, dreistündige Serie. Hierbei wurde völlig auf den Kommentar verzichtet, die Geschichten werden ausschließlich fiktional und aus der Perspektive der Hauptpersonen erzählt. Dafür entstanden sowohl eine neue Dramaturgie, als auch neue graphische Elemente.
Die Ausstrahlung der Reihe erhielt sehr hohe Zustimmungsraten bei den Zuschauern. Der nach der Sendung erhobene Audience Appreciation Index lag bei 87 (von 100) und damit weit über dem Durchschnitt.
Auch in der britischen Presse wurde die Reihe positiv aufgenommen.
Die BBC veröffentlicht ebenfalls eine eigene DVD zu ihrer Version.

## Episodenliste
Diese Liste der Episoden enthält die acht Episoden der Dramaserie 14 – Tagebücher des Ersten Weltkriegs, sortiert nach ihrer Erstausstrahlung auf ARTE.
| Nr. | Originaltitel    | Erstausstrahlung | Regie     | Drehbuch                                 |
| --- | ---------------- | ---------------- | --------- | ---------------------------------------- |
| 1 | Der Abgrund      | 29. Apr. 2014    | Jan Peter | Yury Winterberg, Jan Peter               |
| In den Aufzeichnungen der jungen Kosakin Marina Yurlova, des österreichischen Bauern Karl Kasser und der Kinder Yves Congar und Elfriede Kuhr, die den Kriegsausbruch daheim erleben, ist für jubelnden Patriotismus wenig Platz. Marina Jurlowa folgt ihrem Vater in einem Zug an die Front. Die Künstlerin Käthe Kollwitz lässt ihren 17-jährigen Sohn freiwillig in den Krieg ziehen. Der Österreicher Karl Kasser wird trotz einer Verletzung, durch die er zunächst ausgemustert wurde, an die Front geschickt. Der 10-jährige Yves Congar aus Sedan glaubt an einen schnellen Sieg Frankreichs. Er fühlt sich in seiner Familie sicher, bis deutsche Truppen vor der Tür stehen. Die 12-jährige Elfriede Kuhr erlebt den Beginn des Krieges in Schneidemühl an der Grenze zu Russland. Im Schulunterricht sind nun französische Wörter verboten und die Schlacht von Tannenberg wird mit einem freien Tag gefeiert. Zu Weihnachten, so glaubten Soldaten verschiedener Nationen, sind wir zurück. Tatsächlich sind zum Jahresende 1914 eine Million Männer gefallen. Noch mehr sind verwundet oder in Gefangenschaft. Niemand hat mit einem solchen Ausmaß des Krieges gerechnet. |                  |                  |           |                                          |
| 2 | Der Angriff      | 29. Apr. 2014    | Jan Peter | Jan Peter                                |
| Der Brite Charles Edward Montague ist eigentlich Pazifist. Nach Kriegsausbruch erscheint ihm der Krieg aber als Kampf zwischen deutscher Barbarei und westlicher Zivilisation, bei dem er nicht tatenlos zusehen möchte. Deshalb fälscht er sein Alter und meldet sich freiwillig zum Krieg. Die Kriegsrealität belehrt ihn jedoch eines Besseren. Bald schon zweifelt Montague an seiner Entscheidung. Die Kosakin Marina Jurlowa begibt sich auf die Suche nach ihrem Vater. Dabei trifft sie auf den Kosaken Kosjol, der sie in seine Truppe aufnimmt. Sie erhält eine Uniform und wird zum Pferdemädchen ernannt. Louis Barthas wird an die gefährlichen Abschnitte der deutsch-französischen Front eingezogen. Frau und Kind muss er zurücklassen. An der Ostfront wird der Österreicher Karl Kasser verwundet und gerät danach in russische Gefangenschaft. Um der Schule und dem Abitur zu entkommen, zieht Ernst Jünger freiwillig in den Krieg. Nachdem er auf seinem Posten beim Einschlafen erwischt wird, muss er zur Strafe im „Niemandsland“ zwischen den Schützengräben Patrouille laufen. |                  |                  |           |                                          |
| 3 | Die Verwundung   | 6. Mai 2014      | Jan Peter | Jan Peter, Yury Winterberg               |
| Elfriede Kuhr hilft ihrer Großmutter in der Rotkreuzstation auf dem Schneidemühler Bahnhof. Sie muss miterleben, wie etliche Soldaten sterben. Währenddessen zieht die Schottin Sarah MacNaughtan zusammen mit anderen Frauen an die Front und will so die britische Armee unterstützen. Sie übernimmt die Erstversorgung der Schwerverletzten. Im April 1915 kommt es bei Ypern in Belgien zum ersten Giftgasangriff der Geschichte. Sarah MacNaughtan ist eine der ersten Helferinnen, die mit den verheerenden Folgen konfrontiert werden. Die Kosakin Marina Jurlowa ist inzwischen zu einer Kindersoldatin geworden. Mehr oder weniger freiwillig meldet sie sich, um eine Brücke zu sprengen. Im Zuge dessen wird sie schwer verletzt und entgeht nur knapp der Amputation ihres Beins. Louis Barthas erlebt die Flammenwerfer im Schützengraben. Ein verbrannter französischer Kamerad liegt hilflos neben ihm, ist aber nicht bereit zu sterben. Viele Menschen suchen Hoffnung im Glauben. So auch Vincenzo d‘Aquila. Der gebürtige Sizilianer lebt bei seinem Vater in New York. Im Frühjahr 1915 meldet er sich freiwillig, um seinem Heimatland zu dienen – eine Entscheidung, die er schnell bereut. Als er verwundet im Lazarett liegt, äußert er sich vehement gegen den Krieg. Er landet umgehend in der Psychiatrie.                                                                                              |                  |                  |           |                                          |
| 4 | Die Sehnsucht    | 6. Mai 2014      | Jan Peter | Jan Peter, Yury Winterberg               |
| Käthe Kollwitz muss erfahren, dass ihr Sohn Peter nur wenige Tage nach Kriegsbeginn bei der sogenannten ersten Flandernschlacht gefallen ist. Sie bleibt mit ihren Schuldgefühlen allein. Marie und Paul Pireaud sind erst seit Kurzem verheiratet. Aber auch Paul muss in den Krieg ziehen. Gegen Maries Sehnsucht können nur Pauls Briefe helfen. Obwohl die französische Heeresführung den Soldaten den Kontakt mit ihren Frauen verboten hat, beschließt Marie, an die Front zu fahren: Sie wünscht sich ein Kind von ihrem Mann. Elfriede Kuhr wird 14. Jahre alt. Sie verliebt sich in einen der jungen Fliegeroffiziere, die in Schneidmühl für den Fronteinsatz ausgebildet werden. Kurz darauf verunglückt er bei einem Übungsflug tödlich. Heimlich trifft sich Ernst Jünger mit der Französin Jeanne Sandemont. Liebesbeziehungen zwischen Feinden gelten als Verrat. Doch die Sehnsucht nach menschlicher Wärme ist stärker. Bei ihrer Suche nach dem Vater hat es die inzwischen 16-jährige Marina Yurlowa an die Front verschlagen. Ihr Suche bleibt erfolglos. Hauptmann Rossinskij macht ihr Avancen. Doch Marina Jurlowa will kein Mädchen sein, sondern nur Soldatin. |                  |                  |           |                                          |
| 5 | Die Vernichtung  | 6. Mai 2014      | Jan Peter | Jan Peter, Yury Winterberg, Stephan Falk |
| Die Einheit, der Charles Edward Montague angehört, soll an der Somme kämpfen. Doch die verweigert ihre Gefolgschaft. Marina Jurlowa, die bereits mit 16 Jahren zur Trägerin des Sankt-Georgs-Kreuzes geworden ist, erlebt als Sanitäterin einen Gasangriff und wird bei einer Granatenexplosion verschüttet. Sarah MacNaughtan kehrt nach Russland zurück. Auf dem Weg wird sie Zeugin des Völkermords an den Armeniern. Kurze Zeit später stirbt sie. Ernst Jünger ist inzwischen Leutnant an der Westfront und erlebt die Schlacht an der Somme. Dort verirrt er sich auf dem Schlachtfeld. Louis Barthas hat es nach zwei harten Jahren an der Westfront zum Korporal der französischen Infanterie gebracht. |                  |                  |           |                                          |
| 6 | Die Heimat       | 13. Mai 2014     | Jan Peter | Yury Winterberg, Jan Peter               |
| Die Australierin Ethel Cooper lebt seit vielen Jahren in Leipzig. Ihren Lebensunterhalt verdient sie mit Klavierunterricht. Durch den Krieg ist sie in ihrer Wahlheimat Deutschland zu einer unerwünschten Person geworden. Dennoch verweigert man ihr die Heimkehr. Jeder achte Soldat gerät in Kriegsgefangenschaft. So auch Karl Kasser. Die Russen schicken ihn auf einen Eisenbahntransport. Zunächst glaubt Kasser an eine Rückkehr in die Heimat. In Wirklichkeit aber fährt der Zug nach Sibirien. Die Engländerin Gabrielle West ist durch den Krieg gezwungen, sich ein eigenes Einkommen zu sichern. Sie wird Köchin in einer Munitionsfabrik. Doch sie scheitert an den Strukturen und gibt nach kurzer Zeit auf. Yves Congar erlebt den Alltag unter deutscher Besatzung. Das letzte Geld und die letzten Vorräte pressen die Deutschen aus den Bewohnern Sedans heraus. Tagelang werden Männer als Geiseln festgehalten. Unter ihnen ist auch Yves Vater. Elfriede Kuhr hilft im Kinderheim. Die Not ist groß, viele Kinder sterben. |                  |                  |           |                                          |
| 7 | Der Aufstand     | 13. Mai 2014     | Jan Peter | Jan Peter, Florian Huber                 |
| Marina Jurlowa dient im März 1917 als Adjutantin im Kaukasus. Die Siebzehnjährige erlebt die beiden russischen Revolutionen, den Aufstand ihrer Truppe und den Tod ihres Hauptmannes. Gabrielle West meldet sich freiwillig zu einer weiblichen Polizeitruppe. Als in den Munitionsfabriken zusätzliche Doppelschichten gefahren werden sollen, streiken die Arbeiterinnen. Die 20-jährige Gabrielle weigert sich, gegen die wütenden Frauen vorzugehen. Vincenzo d’Aquila wird Zeuge und selbst Opfer der grausamen „Therapien“ in der Nervenheilanstalt Sant‘Osvaldo bei Udine. Die meisten Militärärzte halten ihre traumatisierten Patienten für Simulanten oder Schwächlinge. Viele psychisch Kranke werden zurück an die Front geschickt. Louis Barthas hat die Schlachten von Verdun und an der Somme überlebt. Am Ende ihrer Kräfte angelangt, meutern nun mehr als 500.000 französische Soldaten zwei Monate lang. Immer mehr Männer desertieren. Die militärische Führung reagiert drastisch. Allein in der französischen Armee stehen Tausende Soldaten vor dem Kriegsgericht, viele werden zum Tode verurteilt. Doch der Verfall der Kriegsmoral ist nicht mehr aufzuhalten. Ernst Jünger ist ein hochdekorierter Leutnant, der mit nur 23 Jahren erstmals eine Kompanie führt. Seine kriegsmüden Soldaten treibt er mit der Waffe an.                                                                                 |                  |                  |           |                                          |
| 8 | Die Entscheidung | 13. Mai 2014     | Jan Peter | Jan Peter                                |
| Yves Congars Vater wird als Zwangsarbeiter nach Deutschland gebracht. Die Familie bleibt ohne Unterstützung zurück. Das Kriegsende erlebt Yves im Keller seines Elternhauses, während draußen die Maschinengewehre rattern. Ernst Jünger hat seine Truppe durch zahlreiche Kämpfe geführt. Jetzt geben die Männer völlig entkräftet auf. Als Jünger nach Deutschland zurückkehrt, ist dort die Revolution ausgebrochen. Charles Edward Montague ist mit 52 Jahren für den aktiven Dienst zu alt. Auf Umwegen ist er bei der britischen Zensurbehörde gelandet und führt nun amerikanische Fotografen zum Fototermin mit deutschen Gefangenen. Ihren 18. Geburtstag begeht Marina Jurlowa in einem Gefängnis der Roten Armee. Seit der Oktoberrevolution von 1917 gilt die Kosakin als Staatsfeindin. Zehntausende sitzen als Feinde der Revolution in Haft. Russland befindet sich in einem Bürgerkrieg. Nur knapp entgeht Marina Jurlowa der Hinrichtung. Elfriede Kuhr kann sich an Frieden nur dunkel erinnern. Am 5. Oktober 1918 hört sie in der Schule erstmals über eine mögliche Niederlage. Elfriede reagiert erleichtert und hofft laut, dass nun niemand mehr sterben muss. Der Lehrer droht mit Konsequenzen. Sie verlässt die Schule und fühlt sich befreit. Am 11. November 1918 um 11.00 Uhr beginnen in ganz Europa wieder die Glocken zu läuten. Die Waffen an den Fronten schweigen. Der Große Krieg ist vorbei. |                  |                  |           |                                          |

## Musik
Die Filmmusik stammt von dem in Hollywood arbeitenden französisch-kanadischen Komponisten Laurent Eyquem. Sinnbildlich formen die Stimmen der 14 Hauptpersonen einen Chor, der sich auch in der Filmmusik widerspiegelt. Der Chor wurde in Prag aufgenommen.

## Einschaltquoten
| Sender     | Land                   | Sendezeit                                       | Zielvorgabe des Senders für Sendeplatz | Durchschnittlicher Marktanteil der ausgestrahlten Folgen (in %) | Durchschnittliche Zuschauerzahl der ausgestrahlten Folgen |
| ---------- | ---------------------- | ----------------------------------------------- | -------------------------------------- | --------------------------------------------------------------- | --------------------------------------------------------- |
| ARTE       | Deutschland            | Dienstags, 20.15 Uhr – 22.50 Uhr                | 1,0 %                                  | 1,4 %                                                           | 401.000                                                   |
| ARTE       | Frankreich             | Dienstags, 20.50 Uhr – 23.35 Uhr                | 2,0 %                                  | 2,2 %                                                           | 493.000                                                   |
| ARD        | Deutschland            | Dienstags ab 21.45 Uhr + Mittwochs ab 21.45 Uhr | 12,0 %                                 | 8,1 %                                                           | 1.713.000                                                 |
| ORF        | Österreich             | Dienstags ab 22.35 Uhr + Freitags ab 22.50 Uhr  | 12,2 %                                 | 14,0 %                                                          | 172.000                                                   |
| NTR        | Niederlande            | Samstags, 20.20 Uhr – 21.10 Uhr                 | 7,0 %                                  | 6,1 %                                                           | 367.000                                                   |
| SRF        | Schweiz                | Mittwochs                                       | 13,5 %                                 | 10,0 %                                                          | 51.000                                                    |
| YLE        | Finnland               | Montags                                         | 2,5 %                                  | 6,0 %                                                           | [ 20 ]                                                    |
| SVT        | Schweden               | Donnerstags                                     |                                        | 4,0 %                                                           | 369.000                                                   |
| RAI Storia | Italien                | Freitags, 21.30 Uhr – 22.20 Uhr                 | 0,2 %                                  | 0,3 %                                                           | 65.000                                                    |
| BBC        | Vereinigtes Königreich | Samstags ab 18.10 Uhr                           | 6,1 %                                  | 4,8 %                                                           | 823.000                                                   |

## Pressestimmen
Die deutsche und internationale Presse nahm die Serie sehr positiv auf: Frankfurter Allgemeine Zeitung: „Packend und anrührend und wahr. Ein Meilenstein für das Europäische Fernsehen.“ Süddeutsche Zeitung: „Eine Geschichte von Zerstörung und der Zukunft des Fernsehens.“ Zeit Online: „Eine europäische Mentalitätsgeschichte.“ Focus Online: „[…] die Doku-Reihe beweist außerdem nachdrücklich, dass das Fernsehen nicht schrilles Unterhaltungsmedium, sondern nach wie vor grandioses Bildungsinstrument sein kann. Wenn es von Menschen gemacht wird, die dessen Klaviatur beherrschen.“ Stuttgarter Zeitung: „Wie eine moderne Serie gestrickt.“ Berliner Zeitung: „Das Besondere an dem Achtteiler ist die Kombination von Doku-Drama und Serie. Die 14 Tagebuch-Schreiber werden zu Serienhelden, die in den acht Folgen immer wieder auftauchen.“ Neue Zürcher Zeitung: „Zu faszinieren vermag [die Produktion] in ihrer Zusammenführung unterschiedlichster Beobachtungen an verschiedensten Standorten, was sich zu einer gewaltigen Stimmungslage verdichtet.“ Blick am Abend: „Die «Tagebücher» gehören […] zum Besten, was Fernsehen leisten kann.“ Le Monde: „Das Unmögliche grandios erreicht.“ Le Figaro: „Eine nie gesehene Virtuosität.“
Direct Matin: „Eine außergewöhnliche Qualität.“ NRC Handelsblad: „Phantastisches Fernsehen […] Wir fahren Achterbahn der Gefühle, als wenn wir Geschichte nicht verstehen sollen, sondern sie selbst erleben.“

## Auszeichnungen
Die Serie erhielt am 17. Juni 2014 den renommierten Sonderpreis der Jury des Robert Geisendörfer Preises der Evangelischen Kirche in Deutschland. In der Begründung der Jury hieß es u. a.: „Die multinationale Perspektive von ‚14 – Tagebücher des Ersten Weltkriegs‘ versinnbildlicht, wie in jedem Krieg nicht nur Feinde gegeneinander kämpfen, sondern vor allem Menschen gemeinsam leiden und sterben. Mit seinem globalen Ansatz ist ‚14‘ ein universeller Antikriegsfilm. Filmschaffende aus 28 Nationen und Fernsehsender aus 18 Ländern machten gemeinsam aus der europaweit ausgestrahlten Serie ein globales Fernsehereignis.“
Die Serie wurde zum Deutschen Fernsehpreis 2014 in der neu geschaffenen Kategorie „Bester Mehrteiler Dokumentation“ sowie für den Japan Prize (Contest for educational Media) in der Kategorie „Continuing Education“ nominiert.
Das französische Webprojekt zur Serie unter dem Titel 1914 – Tag für Tag wurde auf dem Filmfestival Biarritz 2014 mit dem Hauptpreis FIPA d’or ausgezeichnet. Das deutsche Webprojekt der Serie war für den Prix Europa 2014 nominiert.
Die Serie lief weltweit auf diversen Festivals, darunter auf dem 2014 Shenzhen Fringe Festival (China) und dem Istanbul International 1001 Documentary Film Festival (Türkei).

## Begleitbücher
Der die Serie begleitende Bildband 14 – Tagebücher des Ersten Weltkriegs erschien Ende April 2014 beim Bucher Verlag. Acht Kapitel gliedern das Buch und die Farbfotografien, die jeweils mit einem Tagebuchauszug oder Brief und erklärenden historischen Fakten hinterlegt sind: von der »Welt vor dem Krieg« über »Mensch und Maschine«, »Heimatfront« und »Kriegsalltag an der Front« bis hin zum »Ende«. Das Vorwort verfasste Peter Englund.
Das Begleitbuch der Serie Der große Krieg von Oliver Janz erschien im Oktober 2013 beim Campus Verlag.

## Hördokumentation
Seit dem 9. März 2014 strahlt der WDR in sechs Teilen eine gleichnamige Hördokumentation von Christine Sievers und Nicolaus Schröder aus, die ebenfalls auf den Tagebüchern und Briefen der Hauptpersonen basiert und in Zusammenarbeit mit LOOKS Film Leipzig und der ARTE-Dramaserie von Jan Peter und Yury Winterberg entstand.

## DVD- und Blu-ray-Veröffentlichung
Die Serie wurde am 14. Mai 2014 in Deutschland auf DVD und Blu-ray Disc veröffentlicht.

## Begleitende Ausstellung
Das Militärhistorische Museum der Bundeswehr Dresden zeigte in der Sonderausstellung „14 – Menschen – Krieg“ vom 1. August 2014 bis 24. Februar 2015 die 14 Biographien und ihre Perspektiven auf den Ersten Weltkrieg. Zwei Sektionen dokumentierten auf 1200 m² zum einen den Vorabend des Krieges und zum anderen die Ausmaße und Formen des Leidens der Soldaten und der Zivilbevölkerung. Die Ausstellung zog eine Bilanz des Krieges und endete mit einem Ausblick auf den anschließenden Zweiten Weltkrieg. Im Vordergrund stand nicht die Nacherzählung der politischen und militärischen Geschichte des Krieges. Vielmehr sollte untersucht werden, wie der Krieg nicht nur zur Menschheitskatastrophe wurde, sondern sich auch in zahllosen menschlichen Katastrophen manifestierte.
Die Basis für diesen mentalitätsgeschichtlichen Ansatz lieferte die Kooperation mit der achtteiligen Dokumentarfilm-Serie von arte und Das Erste. Erstmals standen in einer Fernseh-Dokumentation zum Ersten Weltkrieg nicht Ereignisse und Schlachten, sondern das Erleben der Beteiligten – der Mütter, der Väter und Kinder – im Vordergrund. Die große Sonderausstellung im Militärhistorischen Museum der Bundeswehr in Dresden widmete sich denselben Biographien und Perspektiven auf den Ersten Weltkrieg. Sie erlaubten es, jenseits des französisch-deutschen Erzählstrangs, der durch die ganze Ausstellung führte, viele weitere Kriegsschauplätze und Erfahrungsbereiche des Krieges in die Ausstellung mit einzubinden.